# Viță canadiană
Parthenocissus quinquefolia, cunoscută sub numele de viță canadiană sau iederă canadiană, este o specie de plante cu flori din familia Vitaceae, a viței de vie. Este endemică⁠(d) în estul și centrul Americii de Nord, din sud-estul Canadei și estul Statelor Unite la vest de Manitoba și Utah, până în sudul și estul Mexicului și Guatemalei.

## Nume
Numele din română provine de la una din zonele de proveniență. În engleză, i se spune „Virginia creeper” (în traducere liberă, „cățărător de Virginia”), cu referire la o altă regiune de proveniență, și se folosește în țările anglofone și pentru întreg genul Parthenocissus⁠(d), și alte specii din cadrul acestuia. Denumirea științifică Parthenocissus înseamnă în greacă „iederă virgină”, și este posibil să provină tocmai de la denumirea în engleză a speciei. Deși i se aplică și denumirea populară de „iederă” sau „iederă canadiană”, ea nu este înrudită cu de adevărata iederă, din genul Hedera⁠(d). Adjectivul quinquefolia înseamnă „cu cinci frunze”, cu referire la frunzele palmate ale plantei.

## Descriere
Parthenocissus quinquefolia este o prolifică plantă agățătoare foioasă, ajungând la înălțimi de 20-30 m în sălbăticie. Se cațără pe suprafete netede folosind mici cârcei cu vârfuri foarte lipicioase, de 5 mm.

### Frunzele
Frunzele sunt palmat compuse, formate din cinci frunzulițe (rareori trei, în special pe lăstarii tineri, și, uneori, șapte) unite într-un punct central pe vrej, și variază de la 3 la 20 de centimetri (rareori 30 de centimetri) diametru. Frunzulițele au muchia crestată. Specia este adesea confundată cu P. vitacea⁠(d), care are frunze similare, dar nu are vârfuri lipicioase pe cârcei.
Este uneori confundată și cu Toxicodendron radicans⁠(d) (iedera otravitoare), deși are cinci frunzulițe (față de trei, câte are iedera otrăvitoare). Frunzele de P. quinquefolia nu produc urushiol, dar seva din frunze și tulpină conține Raphide⁠(d) (cristale în formă de ac, de oxalat de calciu⁠(d)), care pot străpunge pielea, producând iritații și vezicule la persoanele sensibile.
Toamna, uneori frunzele capătă o culoare roșu intens.

### Florile și fructele
Florile sunt mici și verzui, produs în inflorescențe discrete la sfârșitul primăverii, și se maturează vara târziu sau la începutul toamnei în niște bace mici și tari, violaceu-negre, de 5-7 mm diametru. Aceste fructe conțin cantități toxice de acid oxalic și se știe că provoacă leziuni renale și moarte.   Bacele nu sunt toxice pentru păsări și oferă o importantă sursă de hrană iarna pentru multe specii de păsări.

## Cultivarea și utilizarea

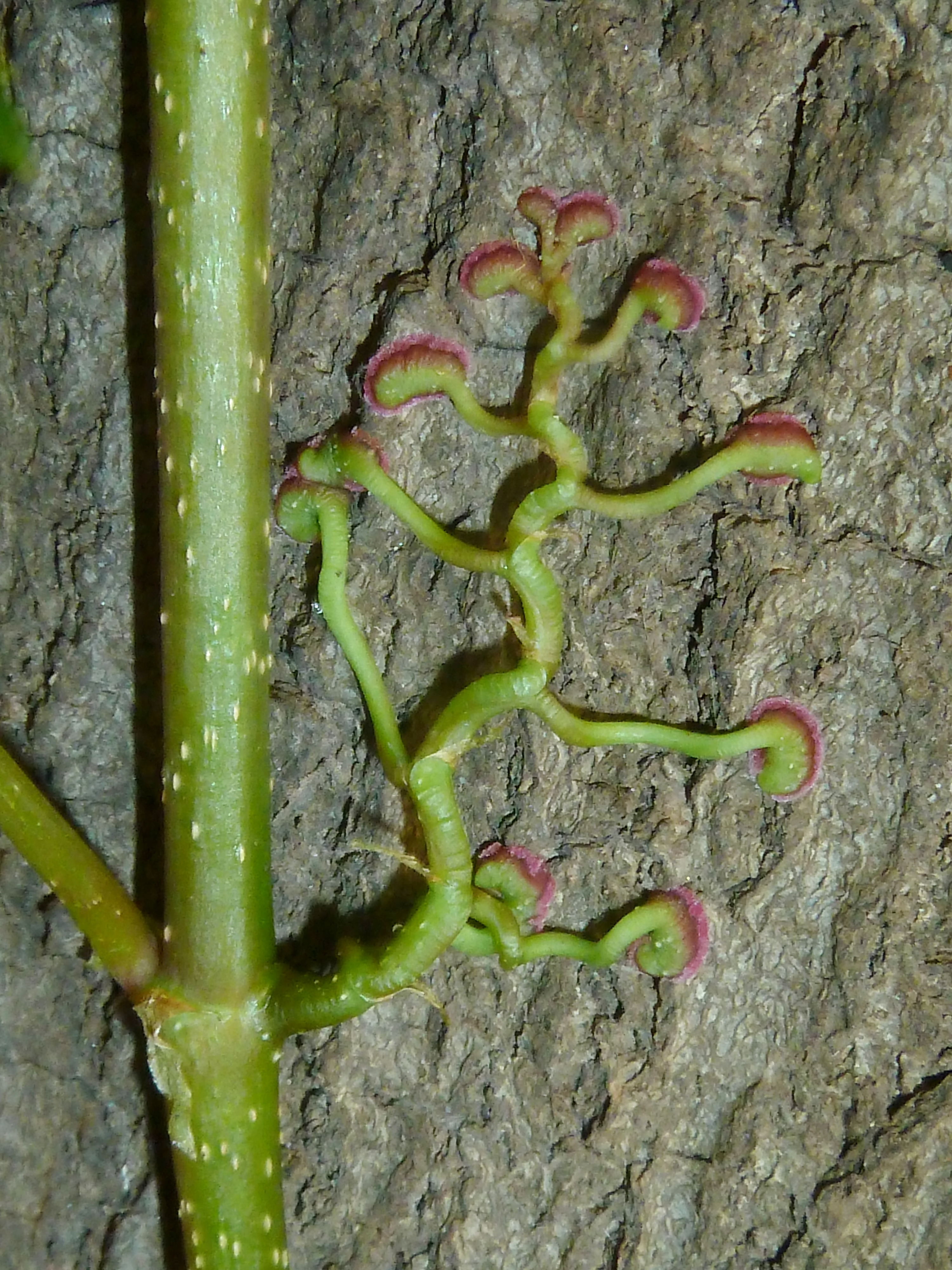
Cârcei cu vârfuri adezive, absenți la '

Parthenocissus quinquefolia este cultivată ca plantă ornamentală, datorită capacității ei de a acoperi rapid pereți și clădiri, și datorită roșului intens al frunzelor de toamnă.
Este frecvent văzută acoperind stâlpii de telegraf sau copacii. Poate ucide alte plante se făcându-le umbră și limitându-le capacitatea de fotosinteză. Cu creșterea sa agresivă, poate împovăra excesiv cu greutatea ei lăstarii mai mici. Capacitatea sa de a se propaga prin intermediul sistemului extins de rădăcini o face dificil de eradicat. 
Parthenocissus quinquefolia poate fi folosită pentru umbră pentru clădirile cu pereți zidiți. Pentru, la fel ca P. tricuspidata (iedera de Boston) înrudită, aderă la suprafață prin discuri, și nu prin rădăcini penetrante, ea nu dăunează zidăriei, și păstrează răcoarea în clădire pe timpul verii prin umbrirea zidurilor. Ca și iedera, extragerea plantelor din perete lasă în urmă discurile adezive. Dacă planta se agață de  suprafețe fragile, ea poate fi omorâtă prin tăierea de la rădăcină. Discurile adezive se vor deteriora și apoi vor putea fi detașate.